# Adorable petite bombe

Adorable petite bombe est un téléfilm français réalisé par Philippe Muyl en 1996.

## Synopsis
Présentateur vedette d'un journal télévisé, Gérard Brunner se rend au Cambodge pour interroger en direct un général cambodgien qui commande une armée d'enfants. Quand soudain, un hélicoptère attaque le campement, Gérard et son équipe doivent partir aussitôt. Ravy, une fillette soldat de 10 ans en uniforme, veut à tout prix quitter le pays. D'abord hésitant, Gérard accepte finalement de l'emmener, pensant qu'il en tirera un bon parti médiatique. De retour à Paris, des journalistes viennent photographier Gérard en compagnie de Ravy et il fait la une de tous les journaux. Mais tout ne se passe pas comme il le pensait. Sa femme, Alice, n'apprécie pas ses méthodes, et trouve qu'il est allé trop loin. Furieuse, elle quitte la maison, et le Cambodge refuse de reprendre la fillette. Gérard se retrouve seul avec l'enfant.    

## Fiche technique
- Titre : Adorable petite bombe
- Réalisation : Philippe Muyl
- Scénario : Philippe Muyl, Alain Riondet et Philippe Lopes-Curval
- Image : Luc Drion
- Musique :René-Marc Bini
- Sociétés de production : Synchronie, France 2, Canal+
- Durée : 1h28 minutes
- Date de diffusion : 5 avril 1996 sur Canal+

## Distribution
- Philippe Volter : Gérard Brunner
- Olivia Brunaux : Alice
- Patiaporana Oum : Ravy
- Feodor Atkine : Boris
- Michèle Bernier : Jacqueline
- Éliane Boeri : Yvette
- Delphine Serina : Natacha
- Irène Tassembo : Marilyn
- Adame Dosso : Jésus